# Albizia ferruginea
Albizia ferruginea är en ärtväxtart som först beskrevs av Jean Baptiste Antoine Guillemin och Perr., och fick sitt nu gällande namn av George Bentham. Albizia ferruginea ingår i släktet Albizia och familjen ärtväxter. Inga underarter finns listade i Catalogue of Life.